# Kings (rivière)
Pour les articles homonymes, voir Kings.
La rivière Kings est un cours d'eau américain de 201 km qui coule dans l'État de Californie. Elle draine une partie de la Sierra Nevada dans le parc national de Kings Canyon et coule ensuite dans la Vallée Centrale. 

## Source
- (en) Cet article est partiellement ou en totalité issu de l’article de Wikipédia en anglais intitulé « Kings River (California) » (voir la liste des auteurs).